# Кандалеп (приток Кондомы)
Кандалеп — река в России, протекает по территории Осинниковского городского округа Кемеровской области.

## Название реки
Этимологическое происхождение гидронима не установлено, однако шорцы относят его к шорскому языку, в котором слово кан имеет значение «кровь» или «кровавый», в местном наречии слово канда — «в крови». Значение леп остаётся неясным, но поскольку оно встречается в названиях некоторых рек, предполагают, что оно относится к географическому термину неизвестного происхождения со значением «река». Если эти предположения верны, тогда Кандалеп — кровавая река или река в крови.

## География и гидрология
Река протекает в черте города Осинники. Кандалеп — правобережный приток Кондомы, впадает в неё в 27 км от устья последней. Длина реки составляет 10 км, в реку впадают притоки Елбань и Шурак.

## Данные водного реестра
По данным государственного водного реестра России относится к Верхнеобскому бассейновому округу, водохозяйственный участок реки — Кондома, речной подбассейн реки — Томь. Речной бассейн реки — (Верхняя) Обь до впадения Иртыша.